# Trissino (Italia)

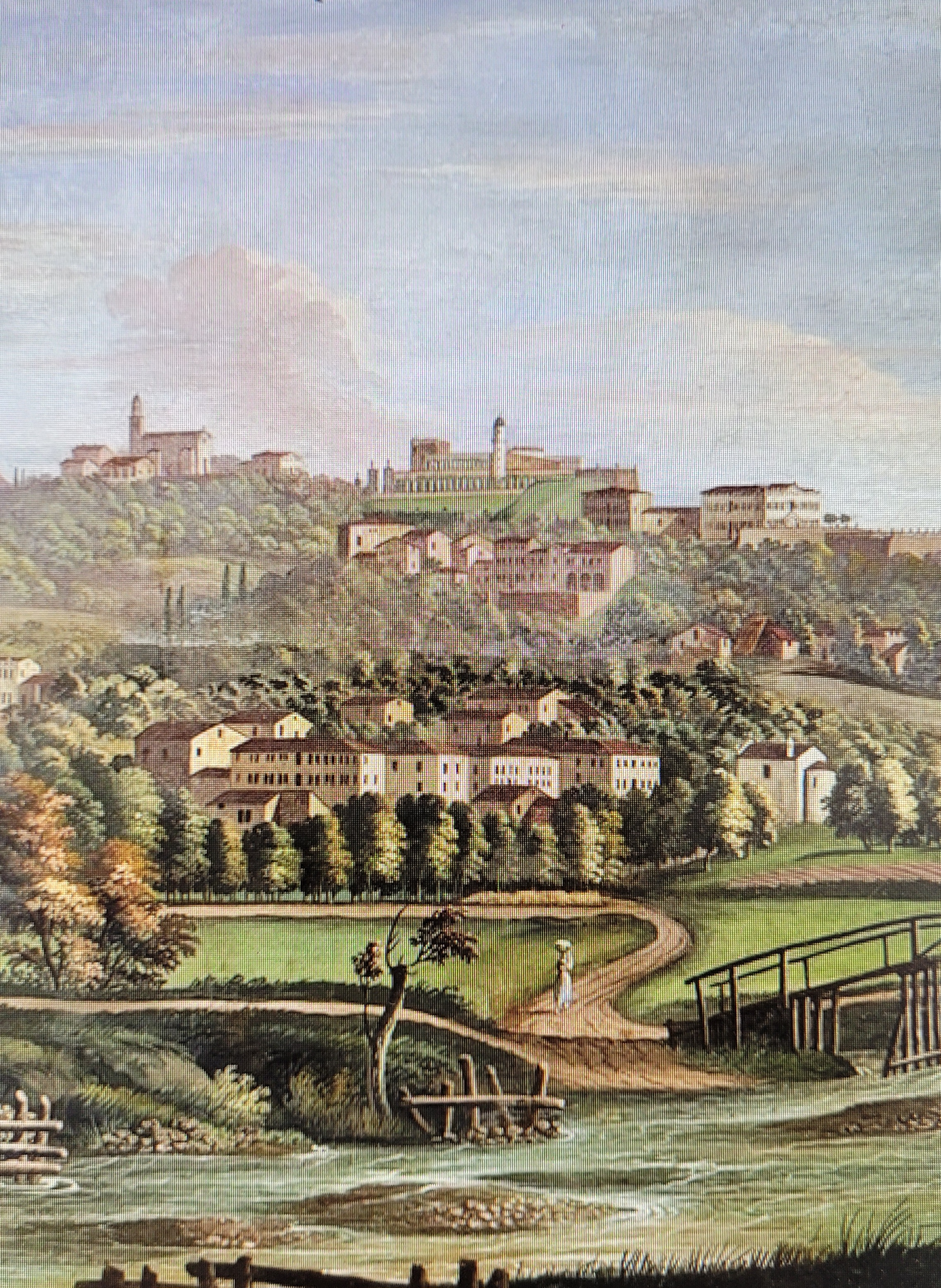
Affresco di Tommaso e Andrea Porta, Veduta di Trissino, 1765, Villa Superiore Trissino Da Porto

Trìssino (Trìsino in veneto) è un comune italiano di 8 672 abitanti della provincia di Vicenza in Veneto.

## Geografia fisica
Trissino è situato alle pendici della Valle dell'Agno esteso su 21.96 km², l'altitudine minima m s.l.m. è di circa 125 e la massima 805 sul Monte Faldo.
Il paese fa parte della dorsale della Lessinia orientale vicentina che qui si divide in due versanti collinari; viene attraversato dal torrente Agno con affluente l'Arpega (che scorre nella Valle dell'Arpega) e delimitato verso est dal torrente Poscola, verso ovest da Restena, frazione di Arzignano, e  da Nogarole Vicentino.
Sul piano urbanistico la parte vecchia delle abitazioni è situata sulla parte collinare, oltre al colle San Nicolò  (dove è presente la chiesa di Sant' Andrea Apostolo e le ville) con le frazioni di Lovara, San Benedetto, Selva e altre località limitrofe; la parte urbanistica pianeggiante si sviluppò successivamente.

## Storia

### Toponimo Trissino
L'origine del toponimo deriva probabilmente da Dripsinum, ovvero un villaggio appartenente forse alle popolazioni dei Dripsinates, dedite soprattutto alla pastorizia, ed organizzate in varie tribù, che dovevano abitare anticamente la Valle dell'Agno e le colline veronesi e vicentine centro-orientali, oppure da "de Dresseno" riferita al nobile vicentino Uldericus.

### Campo di aviazione militare durante la prima guerra mondiale
Durante la prima guerra mondiale, dal 19 giugno 1916 il campo di aviazione di Trissino è stato sede del VII Gruppo di volo caccia (divenuto poi 7º Gruppo Autonomo Caccia Terrestre) che vi rimase fino al 1º gennaio 1917; dalla fine del 1916 arrivò una Sezione della 46ª Squadriglia con aerei Farman fino al 10 maggio 1917, quando venne sostituita dalla 50ª Squadriglia, rimasta qui fino al 31 luglio 1917. Il 18 novembre 1917 giunse un reparto dell'aviazione francese con veicoli da ricognizione Dorand AR. Il comando inglese il 05 settembre 1918 organizzò un Concorso Ippico, le premiazioni furono fatte dal Generale Frederick Lambart, X Conte di Cavan, che da marzo del 1918 era al comando delle forze inglesi in Italia. A fine ottobre del 1918 guidò le armate nella decisiva battaglia di Vittorio Veneto che portò alla sconfitta dell'Impero Austro-Ungarico ed alla chiusura definitiva del conflitto. A Trissino in quel periodo vi furono molti incidenti aerei. Presso il Museo Centrale del Risorgimento di Roma e quello dell'Imperial War Museum di Londra sono presenti delle foto che documentano la presenza militare inglese a Trissino.

### Epoca contemporanea

#### La contaminazione da Pfas
Nel 2013, a seguito dell'emergenza Pfas in Veneto, Il Comune di Trissino diventa protagonista della più grande contaminazione dell'acque potabili, irrigue e ad uso umano, della storia recente d'Europa. La fabbrica Miteni, situata in Località Colombara, è ritenuta responsabile dalle autorità della contaminazione da perfluoro alchilici che coinvolge tutto il Veneto centro-occidentale: il plume della contaminazione si estende nelle tre province di Vicenza, Verona, Padova e, aggirando i Colli Euganei, arriva fino al mare di Chioggia, mettendo a rischio la salute di centinaia di migliaia di persone. La storia di questa azienda, già colpevole di una grande contaminazione negli anni 70, costretta a chiudere grazie alla grande mobilitazione popolare nell'ottobre del 2018, inizia nel cuore del Comune di Trissino, nelle scuderie della famiglia Marzotto, sulla collina del paese, a metà degli anni 60, sotto il nome di Ricerche Marzotto (Ri.Mar.) e finisce con il processo in Corte d'Assise iniziato nell'aprile del 2021: «Sono stati tutti rinviati a giudizio i 15 manager accusati a vario titolo di avvelenamento di acque, disastro innominato, inquinamento ambientale ex articolo 452 -bis e reati fallimentari per la ex ditta di Trissino».

## Monumenti e luoghi d'interesse
Nonostante le dimensioni del paese non siano grandi, numerose opere e costruzioni sul suo territorio sono degne di nota.

### Architetture religiose

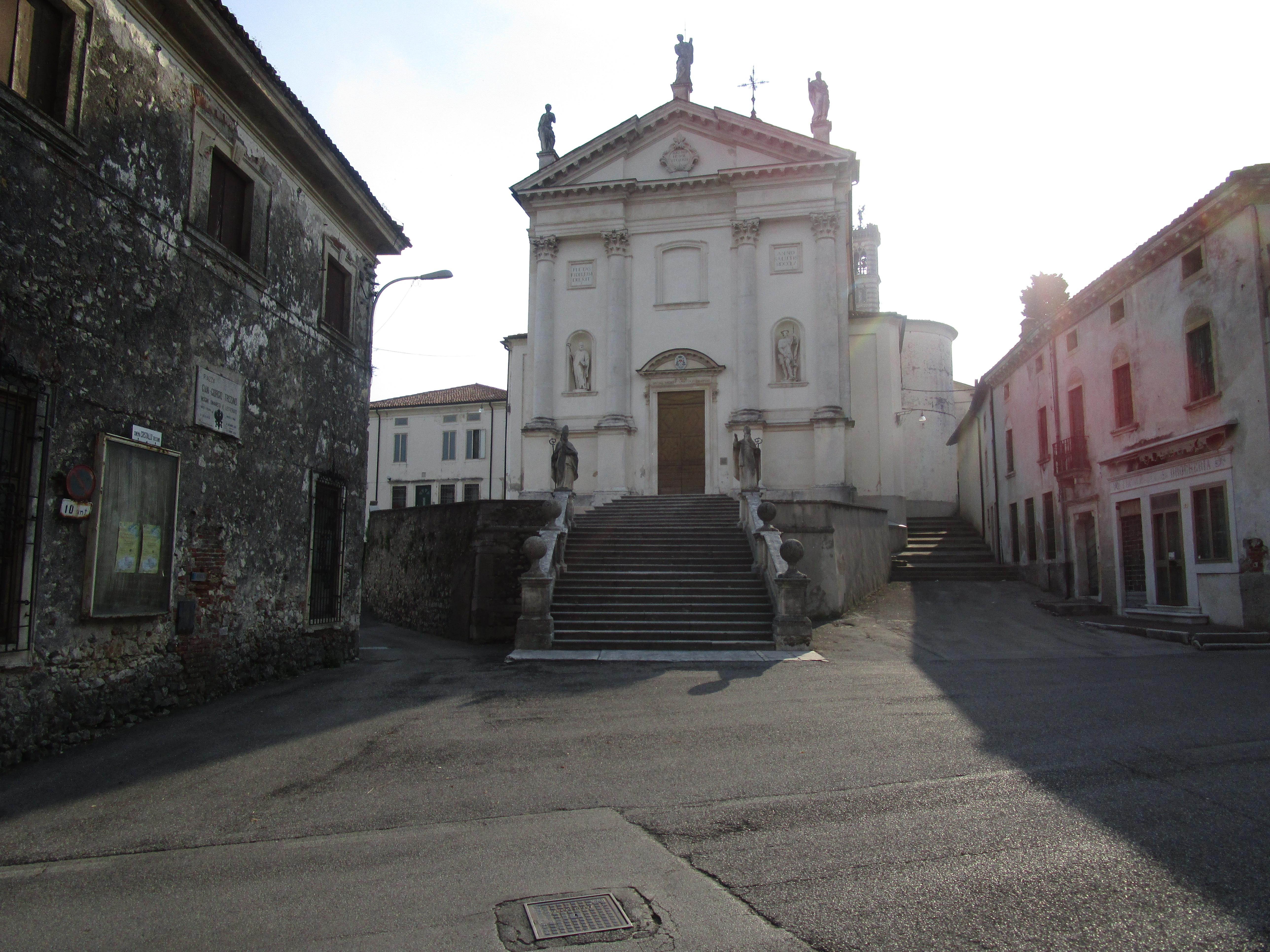
Chiesa di Sant'Andrea Apostolo.

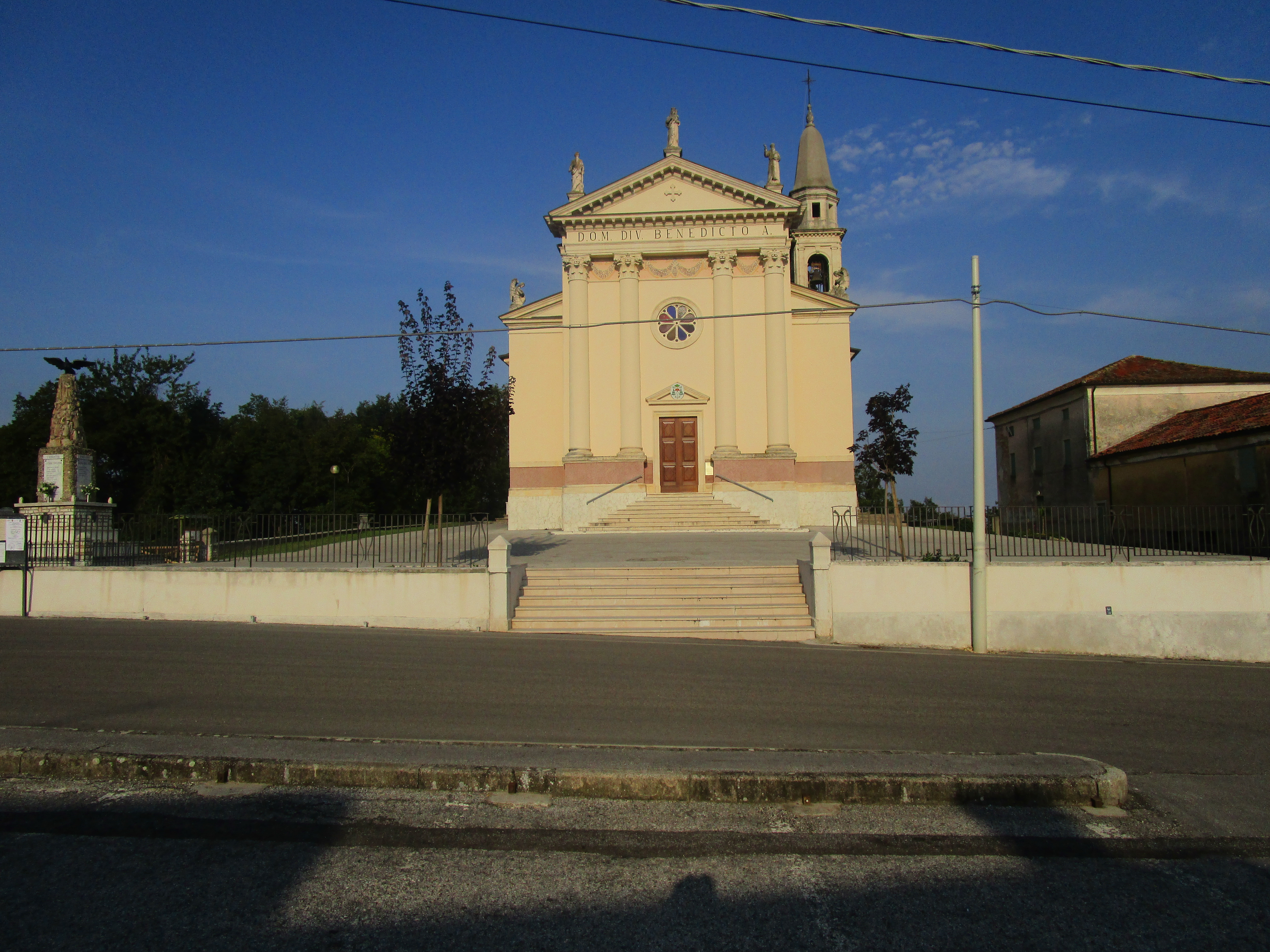
Chiesa di San Benedetto.

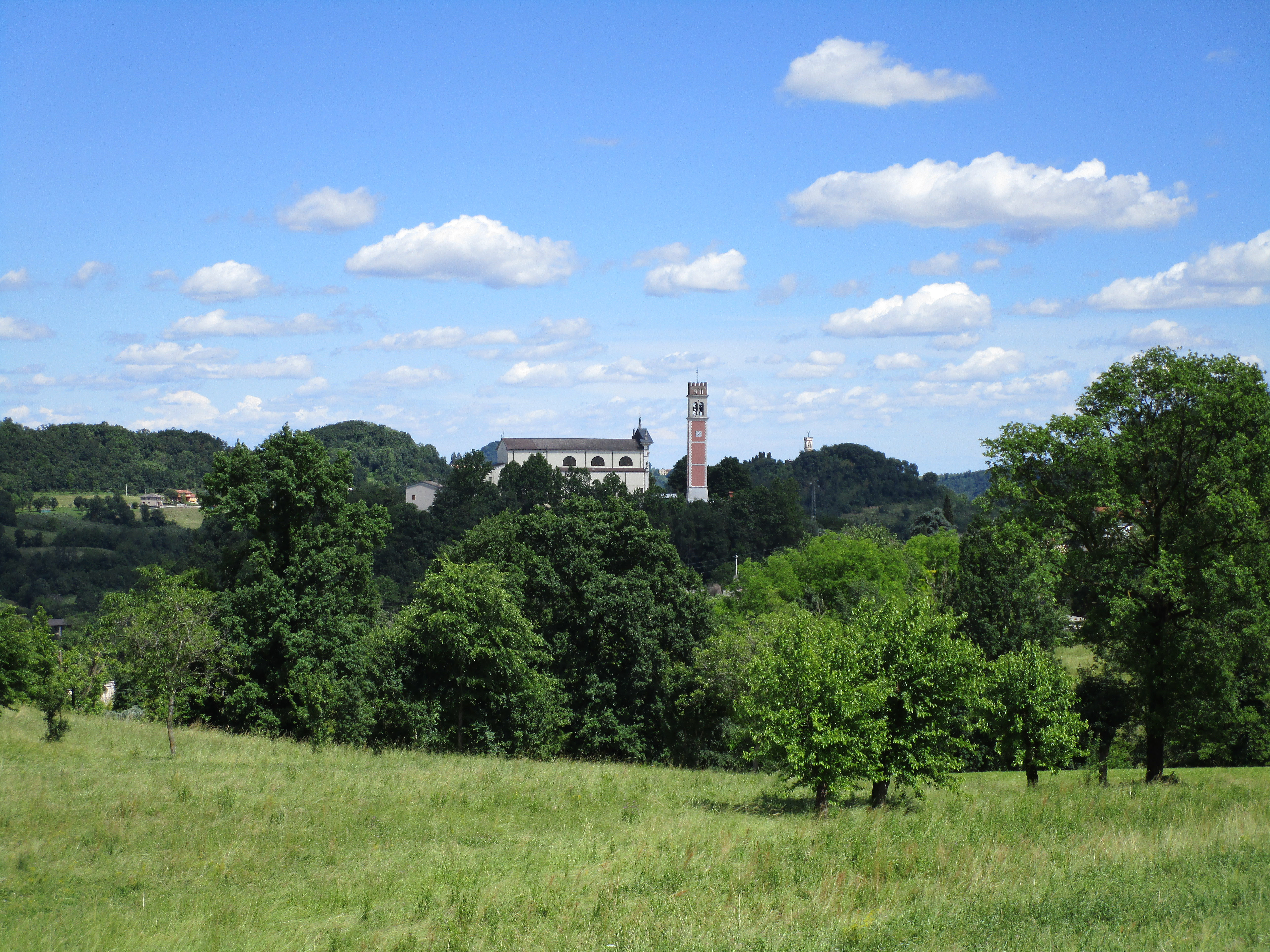
Lovara con sfondo il campanile di Trissino.

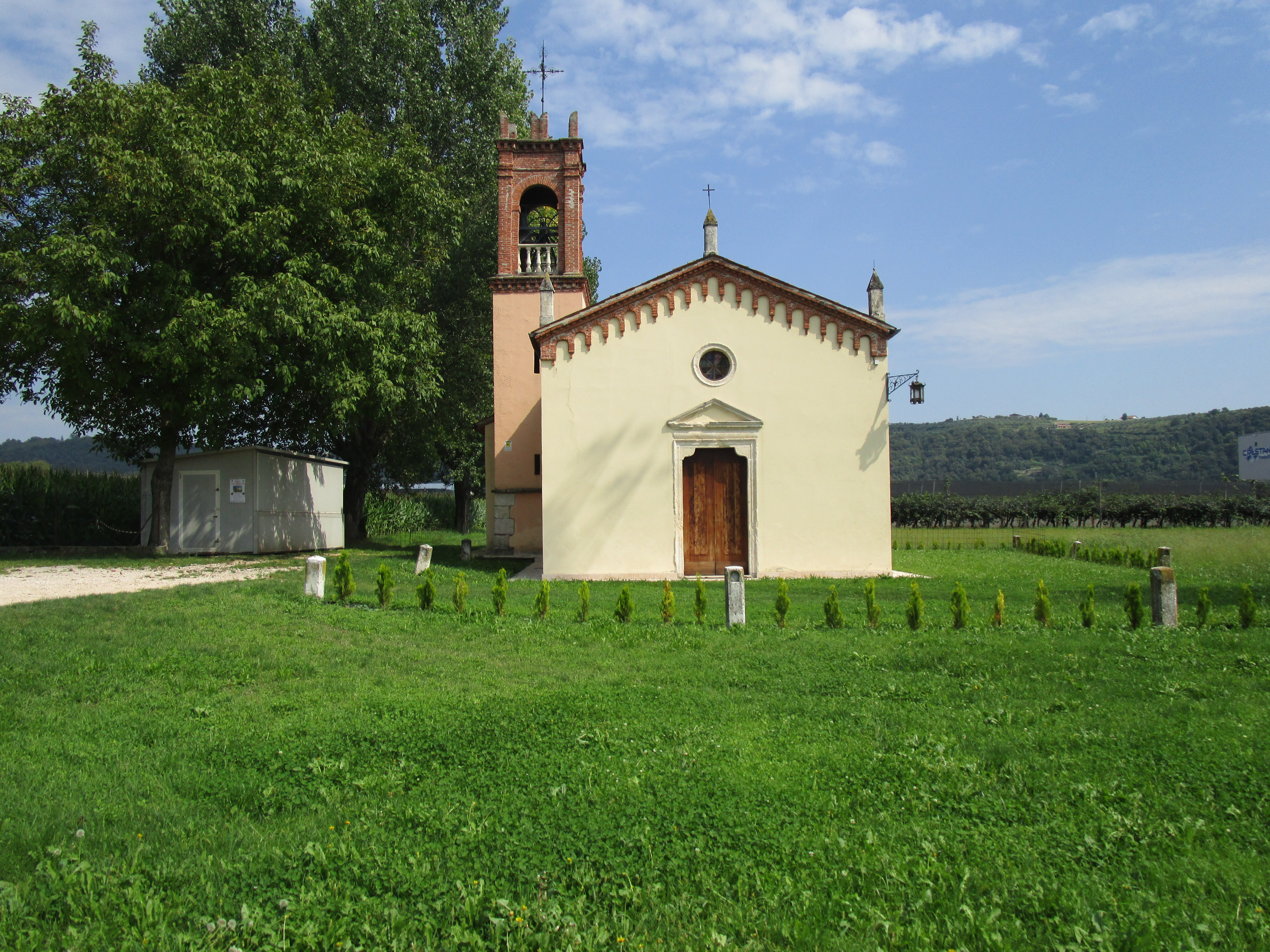
Chiesetta di San Rocco.

- Chiesa Parrocchiale Sant'Andrea, sorta come cappella della Pieve di San Martino di Brogliano, fu costruita nel 1530 con un'unica navata a 4 altari laterali. L'ultimo ampliamento risale al 1889, con la costruzione della cupola, dei transetti e dell'abside; il campanile fu demolito e ricostruito nel medesimo anno. Sul campanile si trova anche l'opera del trissinese Antonio Lora dedicata all'Arcangelo San Michele e restaurata da Gibo Perlotto.
- Chiesa Parrocchiale di Selva, dedicata a Santa Maria Maddalena, risale agli inizi del Trecento. Nel 1870 fu completamente riedificata sull'area.
- Chiesa Parrocchiale di San Benedetto, di probabile costruzione benedettina, nel 1875 venne completamente demolita per essere ricostruita; fu ampliata al termine della seconda guerra mondiale, nel 1945.
- Chiesa Parrocchiale di Lovara, dedicata a San Pietro, è già nominata in un documento datato 1360.
- Chiesetta del Motto, dedicata inizialmente a San Zenone, si hanno notizie certe di essa dal 1418. Fu restaurata nel 1713, ma l'aspetto attuale è dovuto ad una ristrutturazione del 1822, dopo anni di abbandono. Da quel momento fu dedicata alla Beata Vergine Maria di Monte Berico.
- Chiesetta di San Rocco, costruita nel 1630 dalla comunità per scongiurare la pestilenza, fu restaurata nel 1941 e 1987.
- Chiesa dedicata a San Pietro Apostolo, esempio dell'arte contemporanea, fu costruita per volere di Mons. Florindo Lucatello, Arciprete del paese vicentino, sostenuto dell'allora sindaco, dottor Luciano Rizzi, in occasione del Concilio Vaticano II, su progetto dell'architetto Antonio Nervi e dell'ingegnere Francesco Vacchini. Inaugurata nel 1971, è a pianta circolare di diametro di 50 metri; è coperta da un'unica calotta di cemento armato, decorata internamente da nervature che si incrociano geometricamente. Luminosità e ariosità sono date da una finestratura e da aperture rettangolari che danno luce alla conica cuspide.

### Architetture civili

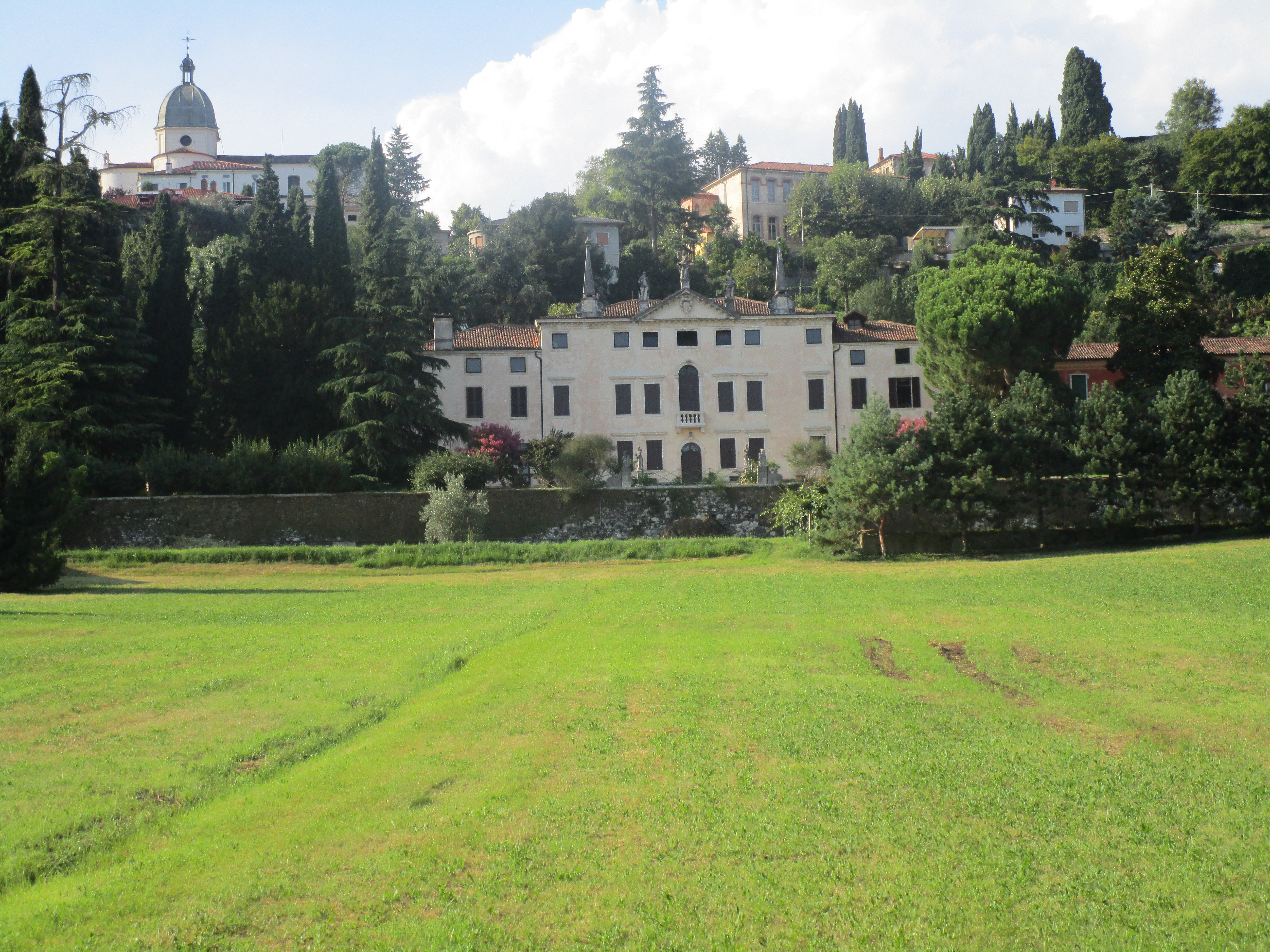
Villa Caliari Bassani Dalle Ore Buffa.

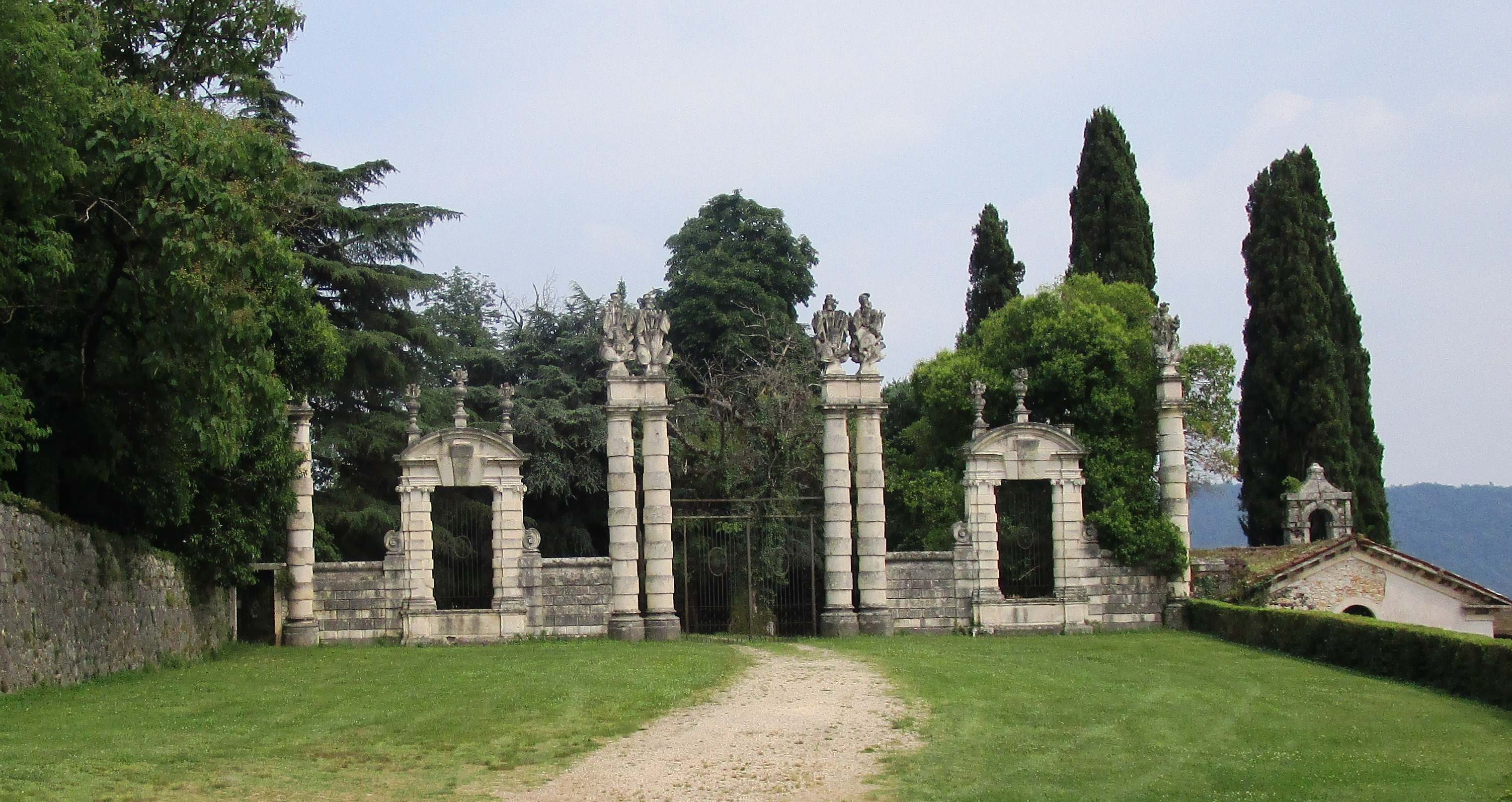
Entrata Villa inferiore Trissino.

- Villa Trissino-Centomo, costruita tra il 1480 e il 1495, si suppone sia stata la più antica dimora della Famiglia Trissino ancora esistente; sul fronte vi è una targa del 1493 che ricorda il restauro rinascimentale e indica nel 1100 l'anno della fondazione dell'edificio (data non documentata).
- Villa Trissino Panensacco-Guerrato, costruita tra il 1490 ed il 1510, possiede un giardino esterno ornato da statue della seconda metà del Seicento.
- Villa Trissino Marzotto, notevole complesso monumentale composto di due entità: la villa Superiore, eretta ove sorgeva l'antico castello medievale di Trissino, e la villa Inferiore, costruita nel XVIII sec ad opera di Francesco Muttoni e bruciata per due volte. Dopo numerosi cambiamenti architettonici datati dal 1400 al 1800, si presenta ora come una delle più belle dimore del vicentino, ricca di luoghi suggestivi quali il Viale delle Cedraie, il Recinto della Cavallerizza e i Giardini.
- Villa della Colombara Trissino-Marzotto, costruita nella prima metà del Cinquecento, possiede la settecentesca Chiesa di San Giuseppe, parte integrante della costruzione.
- Villa Caliari Bassani Dalle Ore Buffa, costruita a partire dal 1674, possiede un ampio cortile con scalinate e statue.
- Villa Dolza Cecchini Morosini, costruita nel 1905 sulle fondazione di una adiacenza di una villa gentilizia del XVII secolo, costruita nel 1683 e ampliata nel 1795 con l'edificazione delle adiacenze laterali, della quale vi è documentazione grafica e pittorica. Il 5 settembre 1918 la Contessa Dolza qui ricevette la visita del Generale Frederick Lambart, X Conte di Cavan che aveva presieduto la premiazione del Concorso Ippico di Trissino organizzato dal comando inglese.

## Società

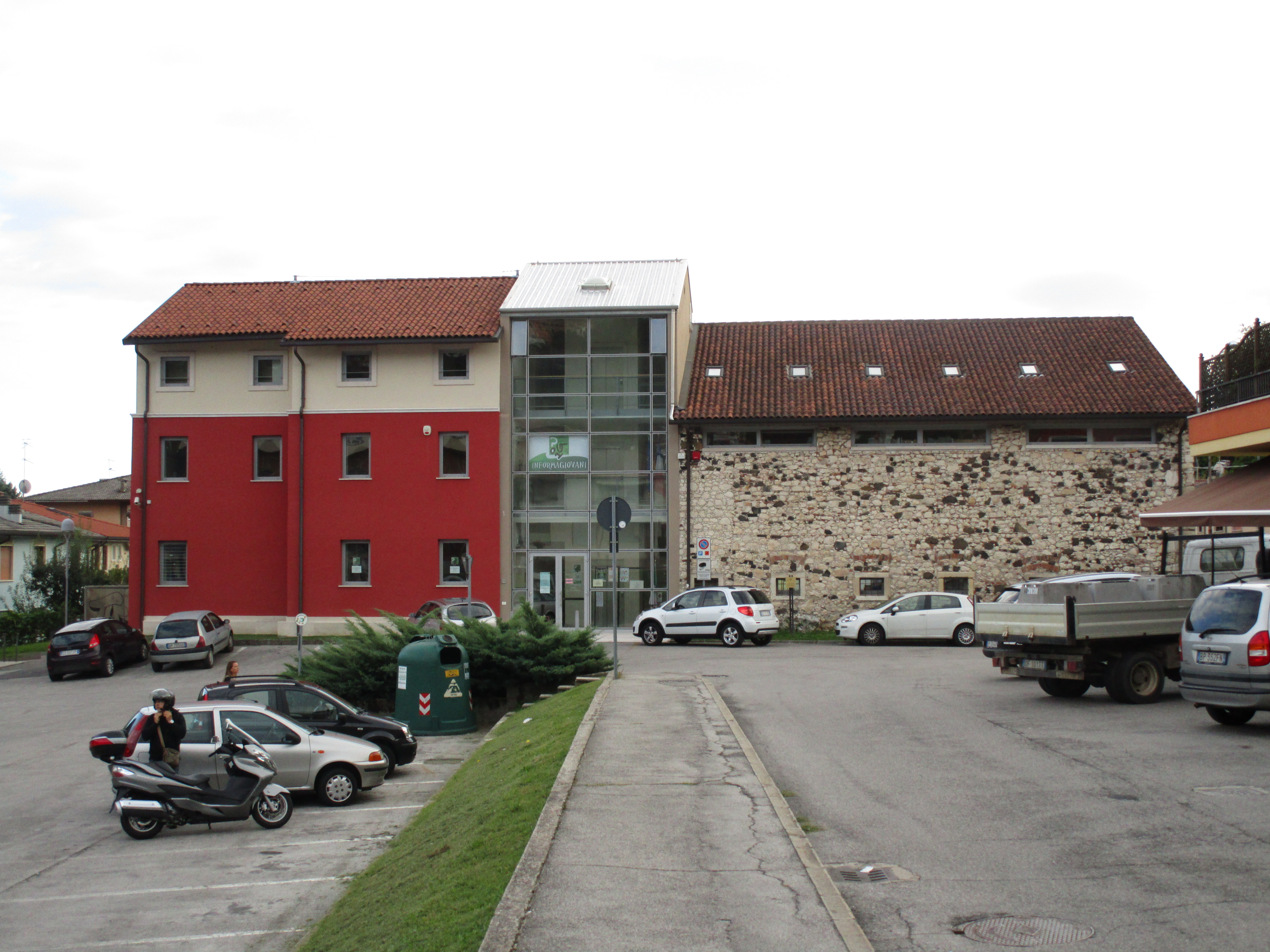
Biblioteca e Informagiovani a Trissino.

### Evoluzione demografica
Abitanti censiti

## Cultura

### Eventi

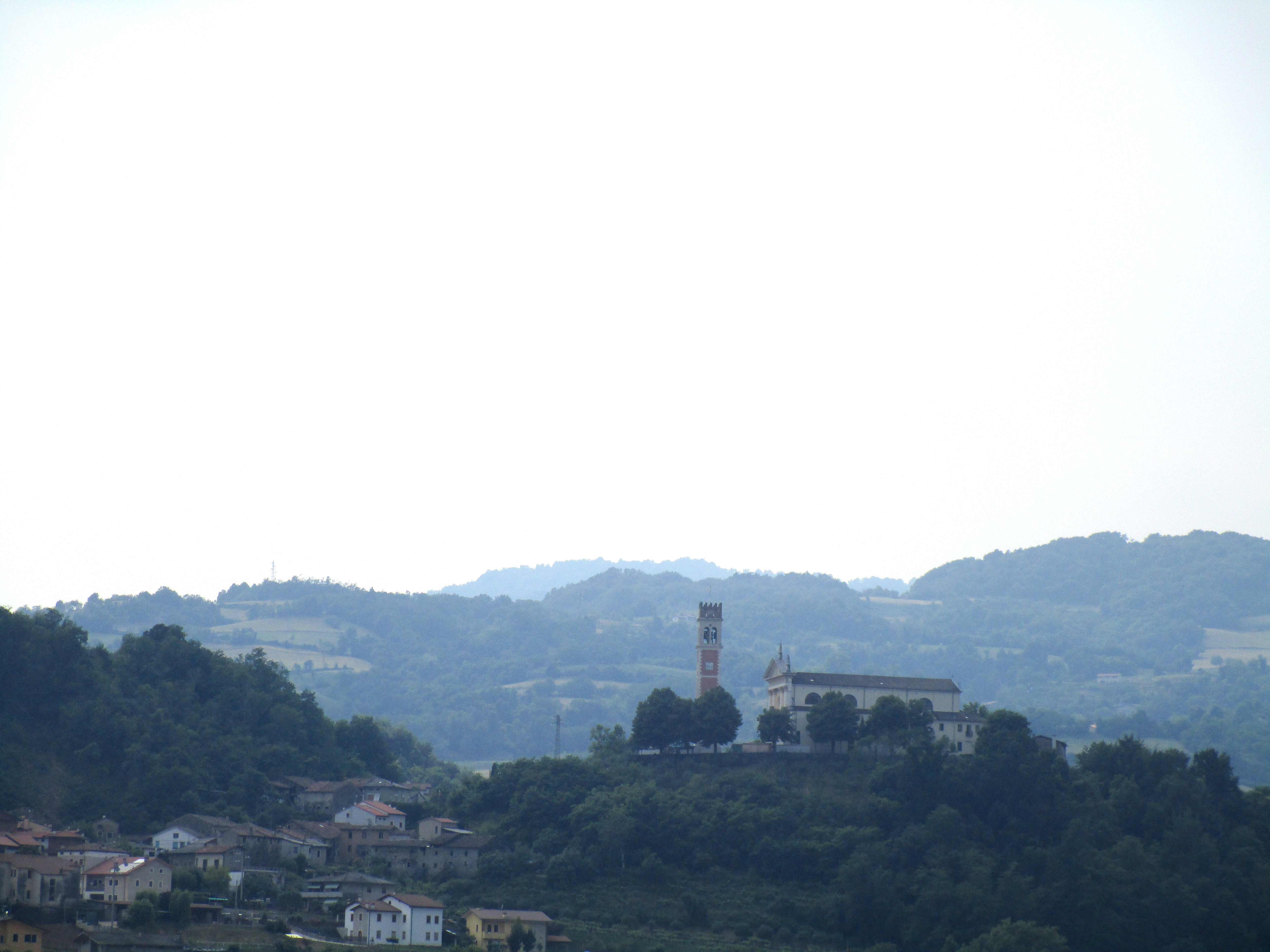
Chiesa di Lovara dedicata a San Pietro Apostolo.

A Trissino sono molto sentite le occasioni in cui i cittadini si radunano nelle sagre paesane. Ogni anno infatti si svolgono le seguenti sagre:
- Sagra di Lovara (in giugno);
- Sagra di San Benedetto (in luglio);
- Sagra del Motto (a fine agosto);
- Festa del Gnocco a Selva (inizio settembre);
- Sagra del Rosario (in occasione del periodo di svolgimento del Rosario quotidiano, fine settembre).

Per qualche anno si è svolta anche la manifestazione Trissino sotto le stelle, una serata di gala a cui sono invitati i cittadini trissinesi che possono godere di una cena a pagamento sul piazzale del Municipio, opportunamente adornato.

## Geografia antropica

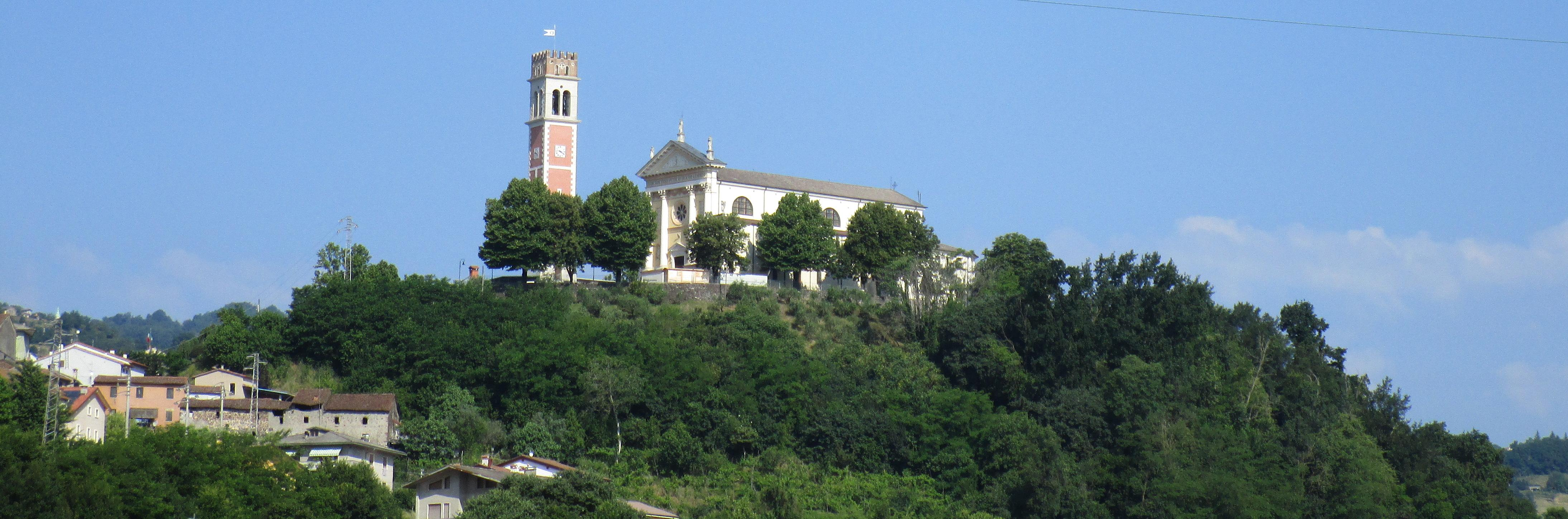
Lovara di Trissino.

### Frazioni
- Lovara
- San Benedetto
- Selva (Trissino)

#### Selva

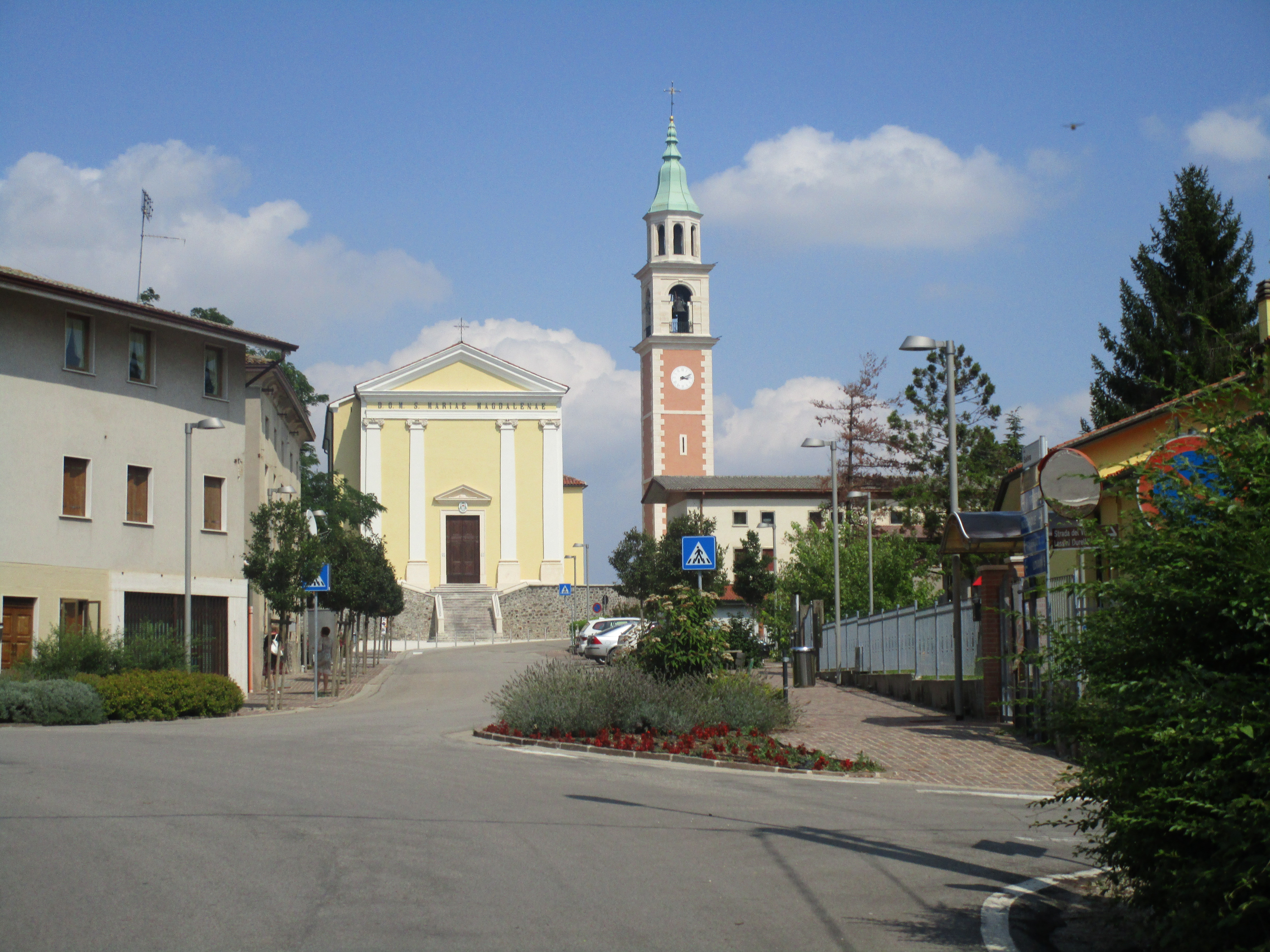
Centro della frazione Selva.

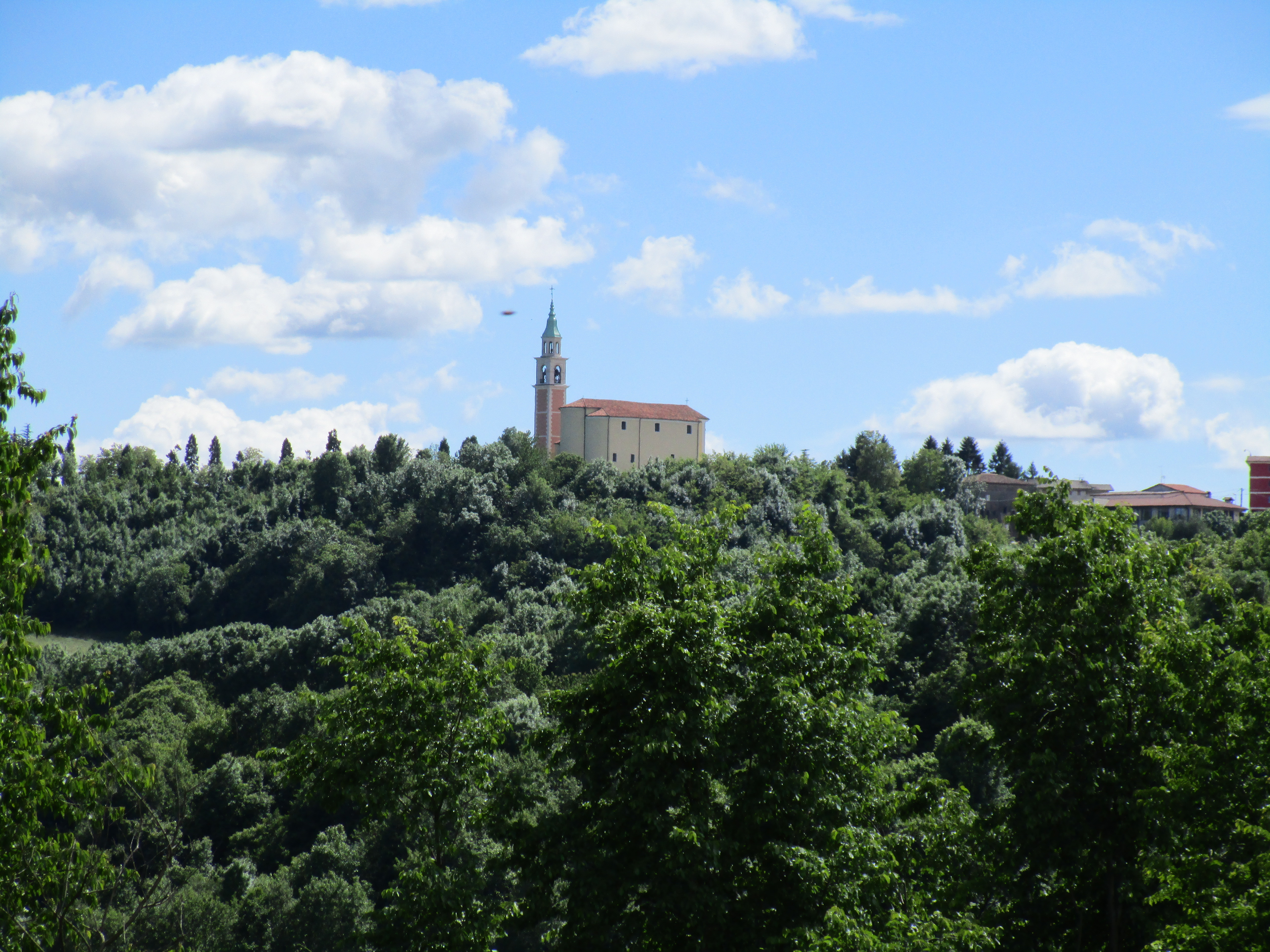
Selva vista da Quargnenta (Brogliano).

Le origini di Selva risalgono al 1288, quando i conti Trissino divisero la loro proprietà in 36 mansi da ripartire tra le famiglie di lavoratori di origine germanica (cimbri) per la bonifica. Una parte venne donata al Clero; la chiesa fu edificata agli inizi del Trecento e dedicata a S. Maria Maddalena. Nel 1380, per sentenza del vescovo di Vicenza Giovanni De Surdis, si staccò dalla matrice di Sant'Andrea di Trissino e fu eretta a parrocchia.
L'evoluzione demografica di Selva registra numeri mediamente costanti, con un solo picco agli inizi del Novecento: in particolare, gli abitanti nel 1557 erano 288, saliti poi a 575, che diventarono poi 800 nel 1935 mentre attualmente sono 369. La popolazione è sempre stata fortemente religiosa: nel 1946 è stata inaugurata la Chiesetta dei Pellizzari e nel 1948 la Chiesetta del Faldo, posta nel punto più alto per facilitare l'intercessione della benevolenza della Madonna. La frazione di Selva, situata a circa 550 m s.l.m., si distingue per un forte attaccamento al territorio, una grande fede e per un particolare attaccamento ai prodotti che la terra coltivata con grande impegno e passione offre.

##### Manifestazioni e Sagre di Selva di Trissino
La "Festa del Gnocco" è una manifestazione enogastronomica e culturale nata nel 2005, volta alla valorizzazione dei prodotti agricoli e del territorio collinare di Selva.
Tra le motivazioni che hanno spinto i paesani di Selva ad intraprendere questa avventura risalta la necessità di valorizzare la patata di Selva, essendo un prodotto agricolo che garantisce ottimi risultati sia in termini di qualità che di quantità grazie alle condizioni pedo-climatiche del territorio collinare trissinese.
Per riuscire nell´intento di far assaporare la genuinità e le qualità delle patate di Selva si è deciso di prepararle e distribuirle sotto forma di "Gnocchi fatti a mano" riprendendo così le ricette della tradizione contadina e battezzando la manifestazione con il nome "Festa del Gnocco".
Oltre alla patata, tutti i prodotti agricoli del territorio collinare vengono valorizzati e pubblicizzati durante la manifestazione, grazie alla mostra mercato che permette a chiunque coltivi direttamente un fondo agricolo di poter vendere i propri prodotti in eccedenza.

Grazie alla certezza della vendita dei prodotti e di un ricavo gratificante, i coltivatori dei fondi, che per la maggior parte sono hobbysti, sono incentivati a ritornare a coltivare i campi un tempo abbandonati a causa della non convenienza economica.
Inoltre, i proventi derivanti dalla manifestazione sono destinati alla Parrocchia di Selva di Trissino per il miglioramento delle strutture parrocchiali che rappresentano il cuore e la "piazza" di Selva di Trissino.

## Economia

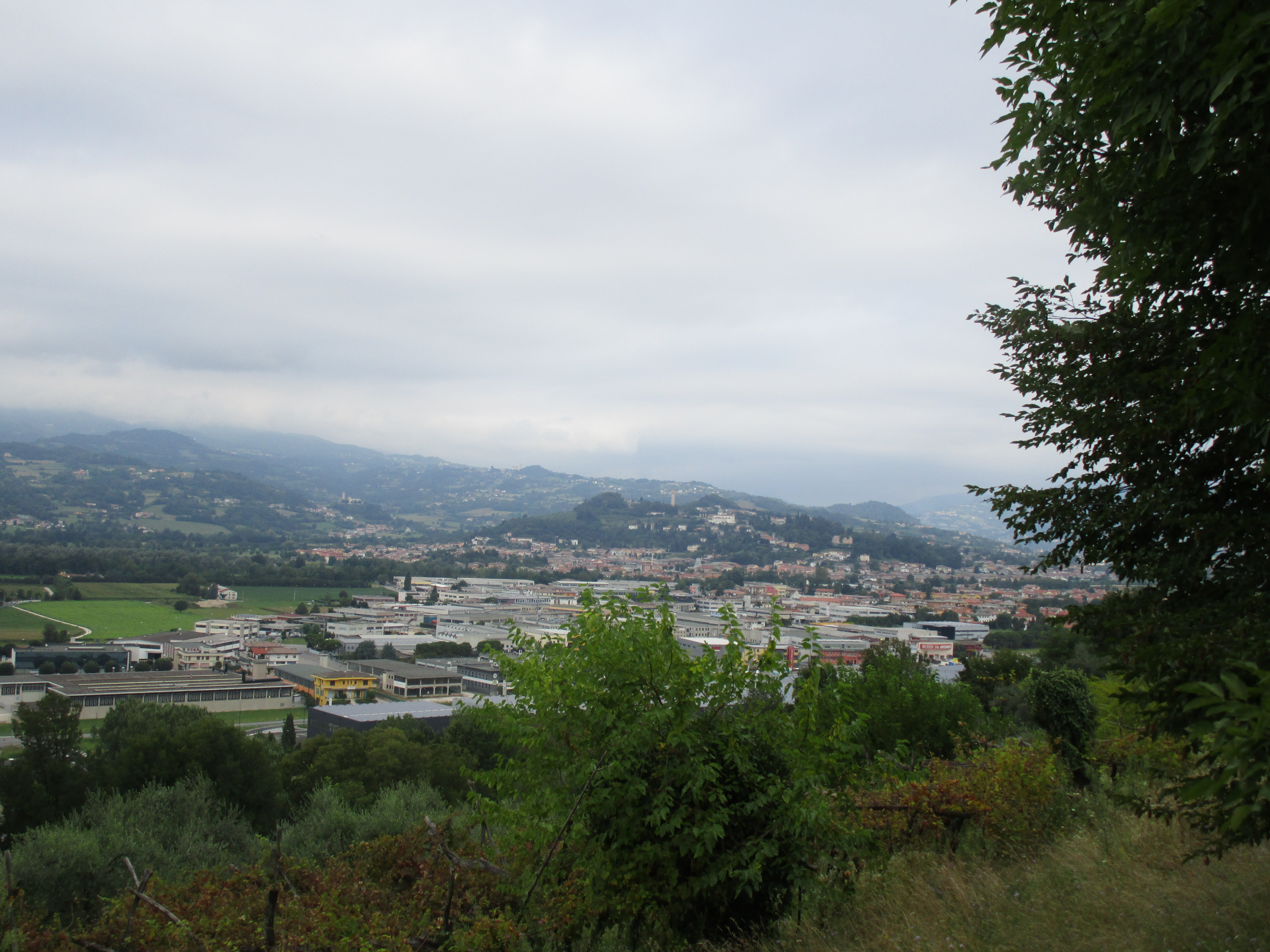
Una zona industriale di Trissino.

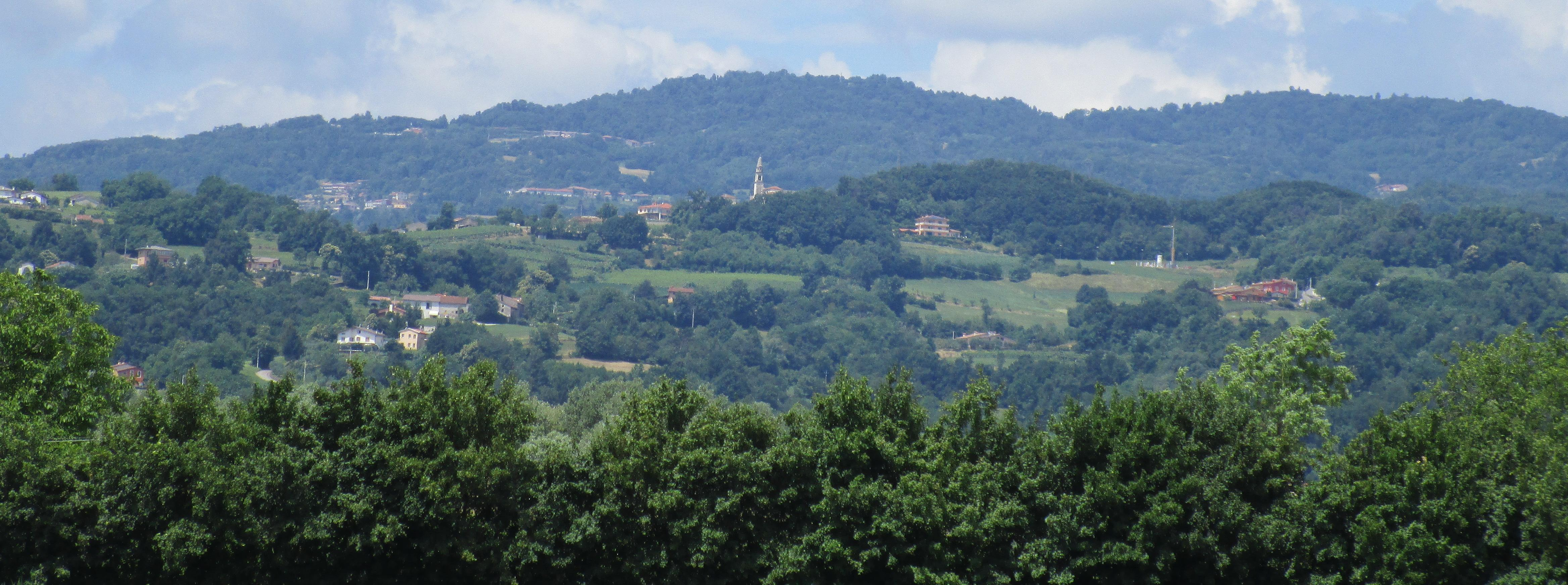
San Benedetto di Trissino visto da via Postale vecchia.

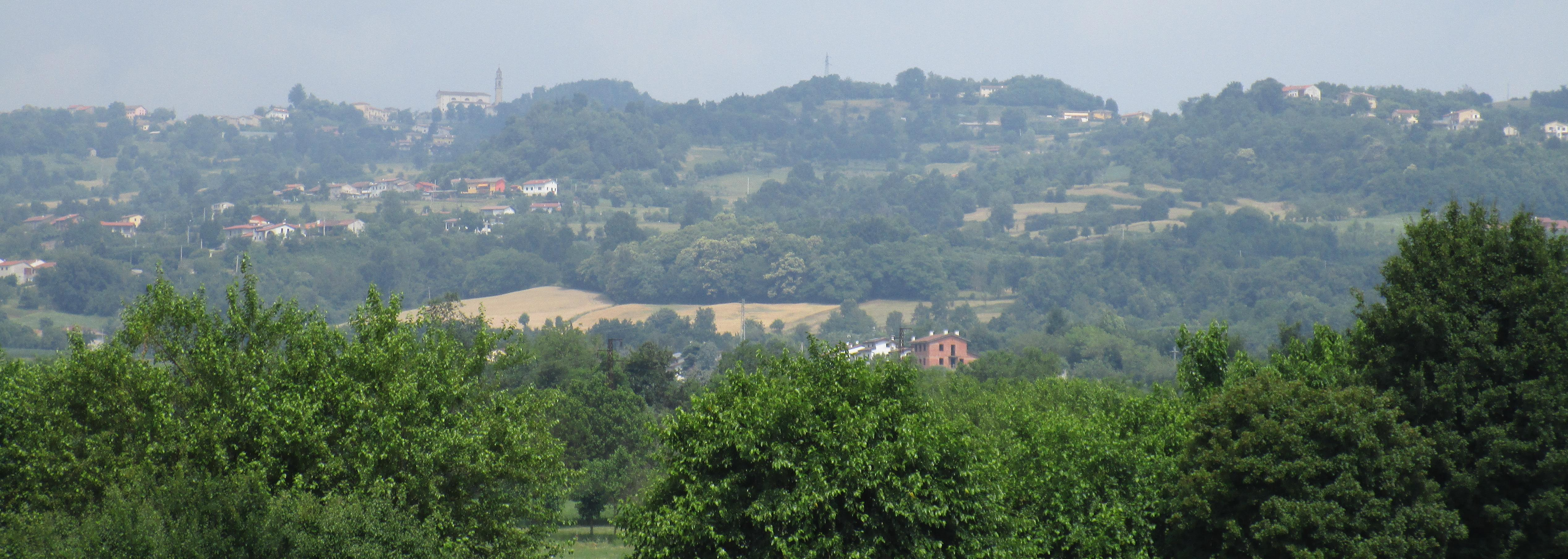
Parte della località Piana Cattiva con lo sfondo Quargnenta di Brogliano.

L'economia trissinese vede iniziare il suo sviluppo negli anni sessanta, con l'espansione della locale industria tessile Marzotto (originaria di Valdagno) che ha spinto la nascita di attività private ricche di potenzialità e, poco più tardi, anche di piccole industrie (laboratori di confezioni, carpenteria meccanica, idraulica, costruzioni edili).
Per quanto riguarda l'attività orafa, invece, la fioritura comincia all'inizio del secolo scorso; già nel 1919, infatti, è operante la ditta Gaetano Girardello, in Contrà Nobile, (ora Via IV novembre), la quale subisce un progresso veloce e costante che la porta a dare lavoro a quasi cinquanta dipendenti. Dopo la guerra, tra la povertà, 3 artigiani orafi ex-dipendenti della Girardello, intraprendono l'iniziativa imprenditoriale del capostipite. In pochi anni l'attaccamento al tipo di lavoro progredisce fino a far contare 104 aziende orafe nel paese con circa 1000 addetti.
Ora, Trissino è uno dei più importanti poli orafi italiani per avanguardia tecnologica, valore estetico e design.
Anche il settore del ferro battuto è importante: esso ha fatto tesoro degli insegnamenti del maestro Antonio Lora, artista di fama mondiale che aveva il suo studio all'ombra della Chiesetta del Motto.
È anche abbastanza sviluppata l'agricoltura ed è presente qualche allevamento di bestiame.

## Infrastrutture e trasporti

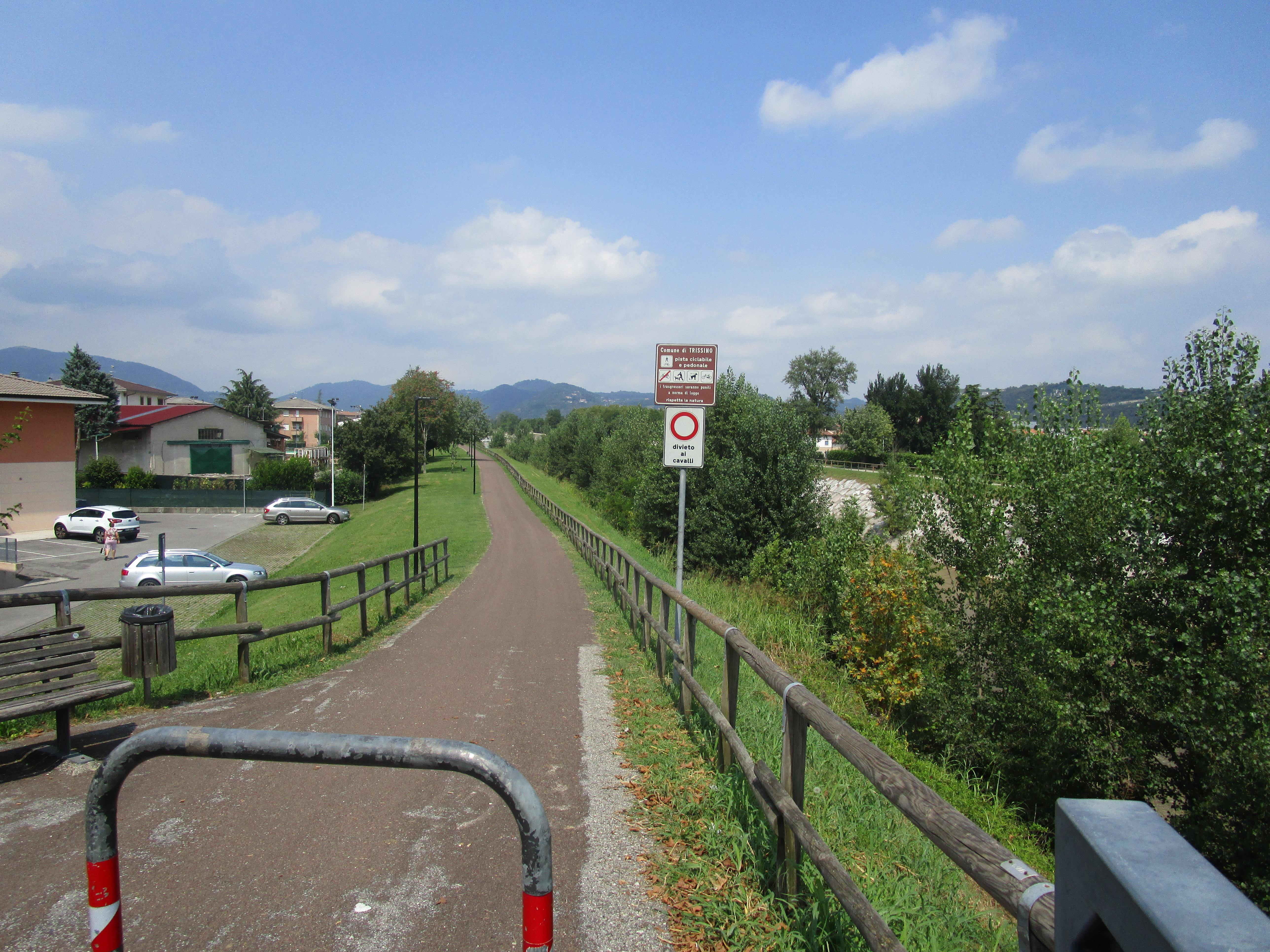
Pista ciclabile.

Il trasporto pubblico a Trissino è garantito da autocorse svolte da Svt Società Vicentina Trasporti.
Il comune è attraversato dalla Strada provinciale 246 per Recoaro.
Fra il 1880 e il 1980 la città venne servita da una stazione posta sulla tranvia Vicenza-Valdagno-Recoaro Terme/Chiampo, gestita da FTV Ferrovie Tramvie Vicentine.
Il campo di aviazione di Trissino fu uno dei primi aeroporti militari d'Italia fino al 1918.
Il paese è attraversato da una lunga pista ciclabile posta su un argine del suo torrente, l'Agno. Essa è collegata ad altre strutture simili dei comuni limitrofi.

## Amministrazione
| Periodo | Periodo   | Primo cittadino      | Partito                           | Carica  | Note |
| ------- | --------- | -------------------- | --------------------------------- | ------- | ---- |
| 1985    | 1995      | Vinicio Perin        | Democrazia Cristiana              | Sindaco |      |
| 1995    | 2004      | Antonio Aldo Peruffo | Lista civica Insieme per Trissino | Sindaco |      |
| 2004    | 2009      | Vinicio Perin        | Centrodestra                      | Sindaco |      |
| 2009    | 2014      | Claudio Rancan       | Lega Nord                         | Sindaco |      |
| 2014    | in carica | Davide Faccio        | Lega                              | Sindaco |      |

### Gemellaggi
- Nuova Ulma, dal 1990[senza fonte]

Da pochi anni è attivo un progetto comunale che prevede l'alloggiamento in estate dei giovani cittadini di Trissino a Nuova Ulma e viceversa.
Da qualche tempo sono partite le procedure per il gemellaggio con la città di Bois-Colombes (Francia).

## Sport
Trissino presenta numerose società sportive in diverse discipline. Le presenze più rilevanti sono nell'hockey su pista, con la squadra del Gruppo Sportivo Hockey Trissino che milita in serie A1, massima categoria nazionale, dove ha vinto quattro scudetti (l'ultimo dei quali nella stagione 2024-25), e nel pattinaggio artistico dove, nel 2002, il gruppo "New Age, pattinaggio artistico Trissino", si è classificato primo ai campionati mondiali di Wuppertal e nel 2009 ha conquistato il terzo posto ai campionati mondiali a Kaohsiung, Taiwan, rappresentando il paese a livello mondiale.
Altri sport che rappresentano il paese sono: il calcio, il basket, la pallavolo, il karate, il pugilato e la danza.